# Oxypogon
Oxypogon – rodzaj ptaków z podrodziny paziaków (Lesbiinae) w rodzinie kolibrowatych (Trochilidae).

## Zasięg występowania
Rodzaj obejmuje gatunki występujące w Kolumbii i Wenezueli.

## Morfologia
Długość ciała 11,2–12,7 cm; masa ciała 4,4–6,2 g.

## Systematyka

### Etymologia
Oxypogon: gr. οξυς oxus „ostry, spiczasty”; πωγων pōgōn, πωγωνος pōgōnos „broda”.

### Podział systematyczny
Do rodzaju należą następujące gatunki:
- Oxypogon stuebelii A.B. Meyer, 1884 – hełmik modrobrody
- Oxypogon cyanolaemus Salvin & Godman, 1880 – hełmik purpurowobrody
- Oxypogon lindenii (Parzudaki, 1845) – hełmik wenezuelski
- Oxypogon guerinii (Boissonneau, 1840) – hełmik zielonobrody

## Status zagrożenia
Według danych IUCN z roku 2024, hełmik modrobrody jest narażony na wyginięcie, hełmik purpurowobrody zagrożony, zaś dwa pozostałe to gatunki najmniejszej troski. Hełmik purpurowobrody nie był widziany od 1946 do 4 marca 2015 roku, kiedy to odkryto go ponownie.